# Die Jungfrau
Die Jungfrau (De maagd) is een schilderij van de Oostenrijkse kunstschilder Gustav Klimt, geschilderd tussen 1912 en 1913, olieverf op linnen, 190 × 200 centimeter. Het toont een aantal jonge vrouwen die in een circulaire compositie met elkaar zijn verweven. Het werk bevindt zich in de collectie van de Nationale Galerie in Praag.

## Context
Klimt had reeds vanaf zijn vroege werk de neiging om de vrouw als identificatiefiguur te kiezen. Als kunstenaar identificeerde hij zich maximaal met het vrouwelijke en sprak met betrekking tot zichzelf vaak van een innerlijk proces van 'vervrouwelijking'. In zijn werk herschiep hij de vrouw vanuit zichzelf, als een soort van artistiek tegenwicht voor zijn mannelijke ik: een gedachtegang die naadloos paste in de Weense cultuur van rond 1900, waarin decadentie en psychoanalytische reflecties hoogtij vierden. Zijn type vrouw is belevenis en verlangen tegelijk, waarbij seksualiteit en lichamelijkheid belangrijke aspecten vormen. Daarmee breekt hij met het traditionele negentiende-eeuwse mannelijke wereldbeeld in de kunst en laat de traditionele afstandelijke afbeelding van het vrouwelijk naakt los, ten faveure van een erotische weergave.

## Afbeelding
Die Jungfrau is een van Klimts latere werken. Het is een groot, bijna vierkant schilderij en toont een zestal jonge vrouwen (of mogelijk eenzelfde, van verschillende zijden belicht), wier lichamen vanuit een circulaire beweging met elkaar verweven zijn. Ze dragen jurken in Roemeense motieven en zijn omgeven door ornamenten, bloemen en linten. Armen, benen en gezichten zijn fysiek onmogelijk maar vloeiend ineengestrengeld en versterken de indruk van een compositorische eenheid. Het totaalbeeld doet denken aan een drijvend eiland, roterend op een donkere ondergrond, een idee van beweging waarmee Klimt het werk een bijzondere dynamiek meegeeft.
Klimt schilderde in zijn leven een groot aantal allegorische schilderijen waarin de vrouwen de artistieke boodschap overbrengen. Die Jungfrau is daarvan een typerend voorbeeld. Het symboliseert de diverse fasen van maagdelijk niet-bewustzijn, tot aan het moment van het ontwaken als vrouw. Sommige van de meisjes hebben de ogen nog dicht, anderen lijken net ontwaakt. Een zinnelijke rust domineert. Het lijkt soms of de meisjes langzaam verdrinken. Het cyclische aspect van de compositie benadrukt daarbij het idee van wedergeboorte: de open kokerachtige jurk van het centrale meisje symboliseert vanuit een cascade van kleuren de verwachte geboorte van een kind, van nieuw leven, een nieuw begin, waar de wording van het vorige leven nog niet is voltooid.
Qua stijl wordt Die Jungfrau doorgaans gerekend tot de jugendstil, maar in feite zien we een compilatie van stilistische technieken. Abstract ornamentalisme contrasteert met een strakke realistische lijnvoering, lichamelijkheid met decor, maar uiteindelijk vloeit het allemaal in elkaar over. De weelderige en sterk contrasterende kleuren hebben een magische en potente uitstraling. De rijkdom van ornamenten suggereert een oosterse sfeer. Het is een droomwereld, een wereld zonder mannen, of hooguit met de man in een rol als voyeur: een rol die Klimt ooit de enige waardige voor een man noemde, op afstand, in verwondering.